# Luana Rodefeld
Luana Marie Rodefeld (* 23. Dezember 1997 in Frankfurt am Main) ist eine deutsche Basketballspielerin.

## Laufbahn
Rodefeld spielte beim MTV Kronberg und bei der Homburger Turngemeinde 1846. Als Schülerin des Basketball-Teil- und Vollzeitinternats Grünberg kam sie in der Saison 2012/13 bei den Bender Baskets Grünberg zu ihren ersten Einsätzen in der 2. Bundesliga. Von 2014 bis 2016 spielte sie mit einer Doppellizenz für den Zweitligisten Grünberg und beim Bundesligisten BC Marburg. Die 1,76 Meter messende Aufbauspielerin schloss sich im Vorfeld der Saison 2016/17 dem Bundesligisten USC Freiburg an. Im Spieljahr 2017/18 war sie mit Freiburg Zweitligist, es gelang aber der direkte Wiederaufstieg in die Bundesliga. Sie widmete sich verstärkt der Spielart 3-gegen-3. Im Februar 2021 wechselte sie zum Zweitligisten Eintracht Braunschweig.

### Nationalmannschaft
Rodefeld war Juniorennationalspielerin in den Altersklassen U16, U18 und U20. Sie gewann mit den Auswahlen des Deutschen Basketball Bundes die U16-B-Europameisterschaft 2014 und die U20-B-Europameisterschaft 2017. Ihr erstes Länderspiel in der Damen-Nationalmannschaft bestritt sie Mitte Juni 2019 gegen Montenegro. Im 3-gegen-3 wurde sie ebenfalls deutsche Nationalspielerin. Die Olympischen Sommerspiele 2024 verpasste sie wegen eines Kreuzbandrisses.